# Operación Margarethe
La operación Margarethe fue la acción militar alemana que en marzo de 1944 resultó en la rápida ocupación de Hungría por el Tercer Reich.
La rendición italiana a comienzos de septiembre de 1943 convenció a los alemanes de tomar medidas para evitar una situación similar en Hungría y Rumanía y el Estado Mayor presentó un plan de ocupación el 30 de septiembre de 1943. Tras diversos cambios en los planes, el 28 de febrero de 1944, Hitler ordenó el trazado del plan definitivo contra Hungría. Una vez cortada la línea Leópolis-Odesa por los soviéticos, las comunicaciones férreas a través de Hungría eran las únicas disponibles para los alemanes además de la que cruzaba Chernivtsi, lo que aumentaba la importancia del país.
Por su parte, el Gobierno húngaro admitía la posibilidad de un ataque alemán y contaba con informes sobre concentraciones de unidades alemanas en la frontera austriaca, pero no realizó preparativos para oponerse.
El Ministerio de Asuntos Exteriores alemán seguía prefiriendo una ocupación pacífica del país en colaboración con los elementos progermanos de Hungría. Los partidarios de esta opción deseaban contar con la cooperación de Horthy para instaurar un nuevo Gobierno más filoalemán y minimizar los costes militares y económicos de la ocupación. Hitler aceptó la propuesta —sin anular los preparativos militares— la tarde del día 15 y envió una invitación al regente húngaro. La delegación húngara encabezada por Miklós Horthy llegó a Salzburgo la mañana del 18 de marzo. A las cinco de la tarde, una vez terminada la segunda reunión con Horthy, que seguía oponiéndose a respaldar la ocupación, Hitler dio orden de comenzar la invasión. En una última entrevista con Hitler, el regente accedió finalmente a aceptar la ocupación militar siempre que los alemanes respetasen cierta autonomía política para Hungría.
A las 4 a. m. del 19 de marzo, tres divisiones provenientes de Belgrado, dos de Zagreb, dos blindadas de Viena y una motorizada de Cracovia penetraron en el país. Estas fuerzas no encontraron oposición alguna.
El 23 de marzo, Döme Sztójay, hasta entonces embajador en Berlín y conocido filogermano, formó un nuevo Gobierno. Horthy pasó a un semirretiro, tanto voluntario como propiciado por los alemanes. Para el verano, alrededor de medio millón de soldados húngaros combatían contra los soviéticos, muchos más que el año anterior. La ocupación trajo también una mayor explotación de la economía húngara. Asimismo Hungría dejó de ser un refugio para la población judía. Durante la ocupación, se produjo la deportación de casi medio millón de personas .

## Antecedentes
La rendición italiana a comienzos de septiembre de 1943 convenció a los alemanes de tomar medidas para evitar una situación similar en Hungría y Rumanía y el Estado Mayor presentó un plan de ocupación el 30 de septiembre de 1943. Este plan —denominado inicialmente «operación Margarethe» y más tarde «operación Margarethe I» cuando se trazó el plan de ocupación de Rumanía («operación Margarethe II»)— preveía la participación eslovaca y rumana en la operación y la división en tres del país. El borrador del Estado Mayor no definía una fecha para su aplicación. Este primer plan dio paso a un segundo, presentado a comienzos de noviembre, en el que se preveía utilizar únicamente unidades alemanas. Nuevamente, como había sucedido con el primer plan, la gravedad de la situación militar en el este hizo imposible la reunión de las fuerzas necesarias para su puesta en práctica. En enero y febrero de 1944, sin embargo, el Estado Mayor alemán revisó el plan y volvió a considerar esencial la participación de Rumanía en la ocupación al estimar insuficientes las fuerzas alemanas disponibles. En la visita de Ion Antonescu a Hitler de finales de febrero, se le comunicó el plan de ocupación de Hungría. No obstante, como el mandatario rumano se negó a renunciar a las ambiciones territoriales rumanas sobre el país vecino, Hitler decidió finalmente prescindir de la cooperación de Bucarest. La visita, sin embargo, convenció a Hitler de lo innecesario de preparar también la ocupación de Rumanía y los alemanes se concentraron en disponer la de Hungría. El mismo día que finalizaba la visita de Antonescu, el 28 de febrero, Hitler ordenó el trazado del plan definitivo contra Hungría. Una vez cortada la línea Leópolis-Odesa por los soviéticos, las comunicaciones férreas a través de Hungría eran las únicas disponibles para los alemanes además de la que cruzaba Chernivtsi, lo que aumentaba la importancia del país y la necesidad de asegurar su control. De especial interés para Berlín era la parte occidental del país, de donde se extraía el petróleo húngaro.

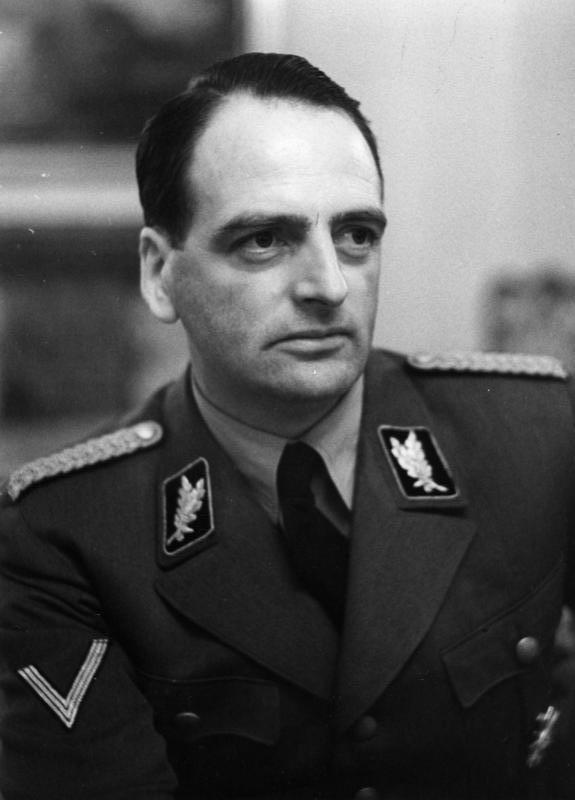
Edmund Veesenmayer, enviado del Ministerio de Asuntos Exteriores alemán a Hungría para estudiar la situación del país a finales de 1943 y posterior representante plenipotenciario del Reich tras la invasión. Sus propuestas para lograr una mayor cooperación húngara con Berlín sin causar un enfrentamiento con el Gobierno magiar fueron la base de la exitosa invasión de marzo de 1944.

Desde el otoño de 1943, los alemanes observaban con intranquilidad la situación política húngara. En noviembre, el Ministerio de Asuntos Exteriores alemán envió a un representante, Edmund Veesenmayer, para estudiar las posibilidades de un golpe de mano en caso de que Alemania lo considerase necesario. En su evaluación de la situación a Berlín —muy hostil a los húngaros—, Veesenmayer indicó que la ocupación debía realizarse más adelante, cuando el Ejército soviético se hallase más cerca de las fronteras húngaras, y que debía mantenerse cierta apariencia de autonomía del nuevo Gobierno proalemán que debía imponerse mediante la persuasión y las amenazas al regente Miklós Horthy. Los cambios deseados requerirían, en cualquier caso, la participación del Ejército alemán. Veesenmayer se inclinaba, sin embargo, por una solución política más que puramente militar al problema de lograr mayor cooperación de Budapest.
Mientras, los húngaros continuaban las negociaciones con los anglo-estadounidenses en Estambul. La rendición italiana no afectó su curso y Budapest, a pesar de sopesar el abandono inmediato del Eje, no modificó en la práctica su actitud hacia Alemania o los Aliados. No obstante, la ambigua recepción a la creación de la República de Saló —los húngaros aceptaron dos embajadas italianas, la romana y la de la república de Mussolini—, disgustó a Berlín.
La reiteración de Horthy en su carta del 12 de febrero de 1944 de la petición a los alemanes para que las unidades magiares que combatían en el frente oriental regresasen a Hungría aceleró los preparativos alemanes de ocupación, a pesar de la promesa del regente de que estas fuerzas continuarían combatiendo a los soviéticos en los Cárpatos y de la decisión del 10 del mes de anunciar la movilización general en cuanto los soviéticos alcanzasen Leópolis. Los intentos de Budapest de disipar las suspicacias de los alemanes, compartidas tanto por el Ministerio de Asuntos Exteriores como por el Estado Mayor, fracasaron y no detuvieron los preparativos de ocupación. Los alemanes conocían además las negociaciones secretas entre Budapest y los Aliados, aunque no su estado. Convencidos de que no podían esperar mayor cooperación militar de los húngaros, estimaban además que el Gobierno magiar les estaba creando problemas con los suministros.
Mientras, los soviéticos continuaban su rápido avance hacia el oeste. Si a mediados de febrero habían obtenido una importante victoria en Korsun y en la desembocadura del Dniéper, poco después habían logrado cruzar el Dniéster y, en algunos puntos, el Prut, a pesar de la encarnizada oposición alemana en Vínnitsa. La reacción húngara fue muy moderada: apenas dos de las doce divisiones con las que contaba el país se enviaron al frente, mientras la mayoría ni siquiera contaba con su dotación completa, sino que se mantenía con la habitual de tiempos de paz.

## Preparativos alemanes

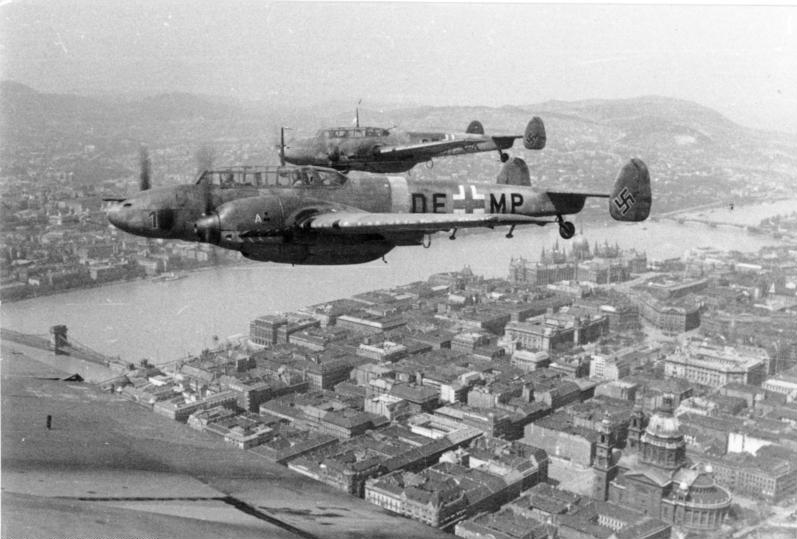
Aviones alemanes sobrevolando Budapest en enero de 1944, dos meses antes de la ocupación del país. El plan original alemán incluía un enorme lanzamiento de propaganda sobre la capital que se canceló ante la disposición de Horthy a aceptar la ocupación.

Las primeras unidades que debían participar en la operación comenzaron a concentrarse en Viena al día siguiente, 29 de febrero. Otras formaciones, que debían aparentar dirigirse al país simplemente para cruzarlo hacia el este, empezaron a prepararse en Europa occidental y en los Balcanes. El 3 de marzo, Hitler desechó la fecha original para la acción —finales de marzo— y asignó otras dos divisiones para poder llevarla a cabo antes. El plan definitivo, que fijaba la ocupación para el día 12 con la participación únicamente de algunas de las unidades inicialmente asignadas a la campaña, se aprobó al día siguiente y entre el 5 y el 6 se dieron las órdenes necesarias a las unidades, que recibieron instrucciones para reunirse en Viena, supuestamente para participar en unas maniobras. Los avances soviéticos en Tarnopol, sin embargo, volvieron a desbaratar los planes alemanes: las unidades previstas para la invasión tuvieron que despacharse al frente oriental y reemplazarse por otras venidas de Europa occidental. El 7, el general Foertsch, al mando de la operación, indicó al Estado Mayor que solo el 18 se podría comenzar la ocupación, que finalmente se planificó para el 19 de marzo, domingo. Se instaló en su centro de operaciones en Viena al día siguiente.
La orden final a las unidades que debían participar en la operación cambió sustancialmente los planes anteriores. Las nuevas instrucciones indicaban que el asalto principal provendría del noreste, desde donde tres divisiones, con elementos motorizados y blindados y apoyo de algunas unidades menores eslovacas, debían avanzar hacia Budapest. A esta columna principal debían unirse otras dos, una proveniente de Croacia con dos divisiones y otra del Banato serbio con otras tantas. La aprobación final de la operación, que aún dejaba algunos aspectos como la fecha definitiva de la operación o la ocupación más allá del Tisza sin definir, la realizó Hitler el 12 de marzo. A las unidades puramente militares se debían sumar alrededor de medio millar de miembros de la Gestapo y el Sicherheitsdienst y un sonderkommando  de unos doscientos o trescientos hombres para encargarse de los arrestos por motivos políticos y de la población judía. Finalmente, no se utilizarían fuerzas de los países aliados, a pesar de las posteriores amenazas de Hitler a Horthy a este respecto. Las unidades húngaras debían ser desarmadas y enviadas a sus cuarteles; toda resistencia debía ser aplastada. Como complemento a la marcha sobre la capital húngara, los mandos alemanes sopesaron la posibilidad de tomar puntos estratégicos gracias a fuerzas que debían penetrar en el país fingiendo dirigirse al frente, respaldadas por paracaidistas. Budapest denegó el permiso que solicitaron los alemanes para trasladar a estas tropas a través de la capital.

## Pasividad magiar
Por su parte, el Gobierno húngaro admitía la posibilidad de un ataque alemán y contaba con informes sobre concentraciones de unidades alemanas en la frontera austriaca, pero no realizó preparativos para oponerse. Ante la consulta del Estado Mayor magiar, la embajada alemana desmintió la concentración de fuerzas y más tarde indicó que se hallaban simplemente de maniobras. Según el primer ministro Kállay, la pasividad de su Gobierno se debió a la creencia de que la ocupación del país habría sido un error por parte de los alemanes y a la imposibilidad de trasladar a tiempo los dos cuerpos de ejército en condiciones de defender la capital, que entonces se encontraban desplegados en el norte de los Cárpatos y en Transilvania. El Gobierno contó, sin embargo, con tres semanas para preparar la defensa, el periodo que transcurrió entre la recepción de las primeras noticias sobre la concentración de unidades alemanas a finales de febrero y el comienzo de la invasión.
A pesar del peor armamento de las fuerzas magiares, los alemanes calculaban que el país contaba en ese momento con unos trescientos cincuenta mil hombres en armas desplegados en su territorio. Los soviéticos se hallaban además a unos cien kilómetros de la frontera húngara. Además de las fuerzas destinadas en el frente oriental, Budapest contaba con una división blindada, dos de infantería y dos brigadas de montaña destinadas en los Cárpatos y otra división blindada, una de caballería y siete de infantería en el resto del país, sin contar con las divisiones de la reserva. De estas, tres se hallaban en la zona oeste del país. Esto igualaba en número las fuerzas alemanas destinadas a ocupar el país. En todo caso, en la última conferencia de los mandos encargados de la operación el día 14, los alemanes constataron la falta de medidas de defensa magiares.
El aumento de los rumores de distinta procedencia sobre la inminencia de la ocupación no modificó la actitud del Gobierno, que siguió sin prepararse para resistir la invasión. Las posibles víctimas de la ocupación, los socialistas, liberales y judíos, tampoco se prepararon para evitar su arresto por los alemanes. La dirección socialista se mostró incapaz de preparar el paso a la clandestinidad, que se realizó desorganizadamente, lo que benefició a sus rivales comunistas.

## Invasión violenta u ocupación pactada
El Ministerio de Asuntos Exteriores alemán seguía prefiriendo una ocupación pacífica del país en colaboración con los elementos progermanos de Hungría. Los partidarios de esta opción, que incluían a Veesenmayer y al servicio de seguridad, deseaban contar con la cooperación de Horthy para instaurar un nuevo Gobierno más filoalemán y minimizar los costes militares y económicos de la ocupación. Hitler aceptó la propuesta —sin anular los preparativos militares— la tarde del día 15 y envió una invitación al regente húngaro, que debía presentarse ante el caudillo alemán en Klessheim antes del 18 —víspera de la invasión—. La invitación, presentada por el embajador alemán a instancias de Ribbentrop la noche del 15 tras la gala en la ópera —el día era fiesta nacional—, se justificó por la necesidad de tratar asuntos militares con los aliados del Reich, al tiempo que se indicaba que los mandatarios croata, rumano y búlgaro también acudirían a reuniones similares. Los alemanes solicitaban la visita para el viernes o el sábado ya que Hitler deseaba viajar el domingo y necesitaban una respuesta para antes del mediodía del jueves 16.
A la mañana siguiente y a pesar de la oposición de Kállay, Horthy decidió aceptar la invitación, persuadido por el jefe del Estado Mayor, que deseaba que el regente solicitase una vez más a Hitler la retirada de las fuerzas húngaras del frente oriental. Nuevamente, los mandatarios húngaros no previeron ninguna medida en caso de que Hitler desencadenase la invasión durante la ausencia del regente. Horthy y su comitiva partieron secretamente para evitar publicidad la noche del 17 después de ordenarse al embajador húngaro ante Hitler que se reuniese con ellos en Viena. El grupo llegó a Salzburgo la mañana siguiente.

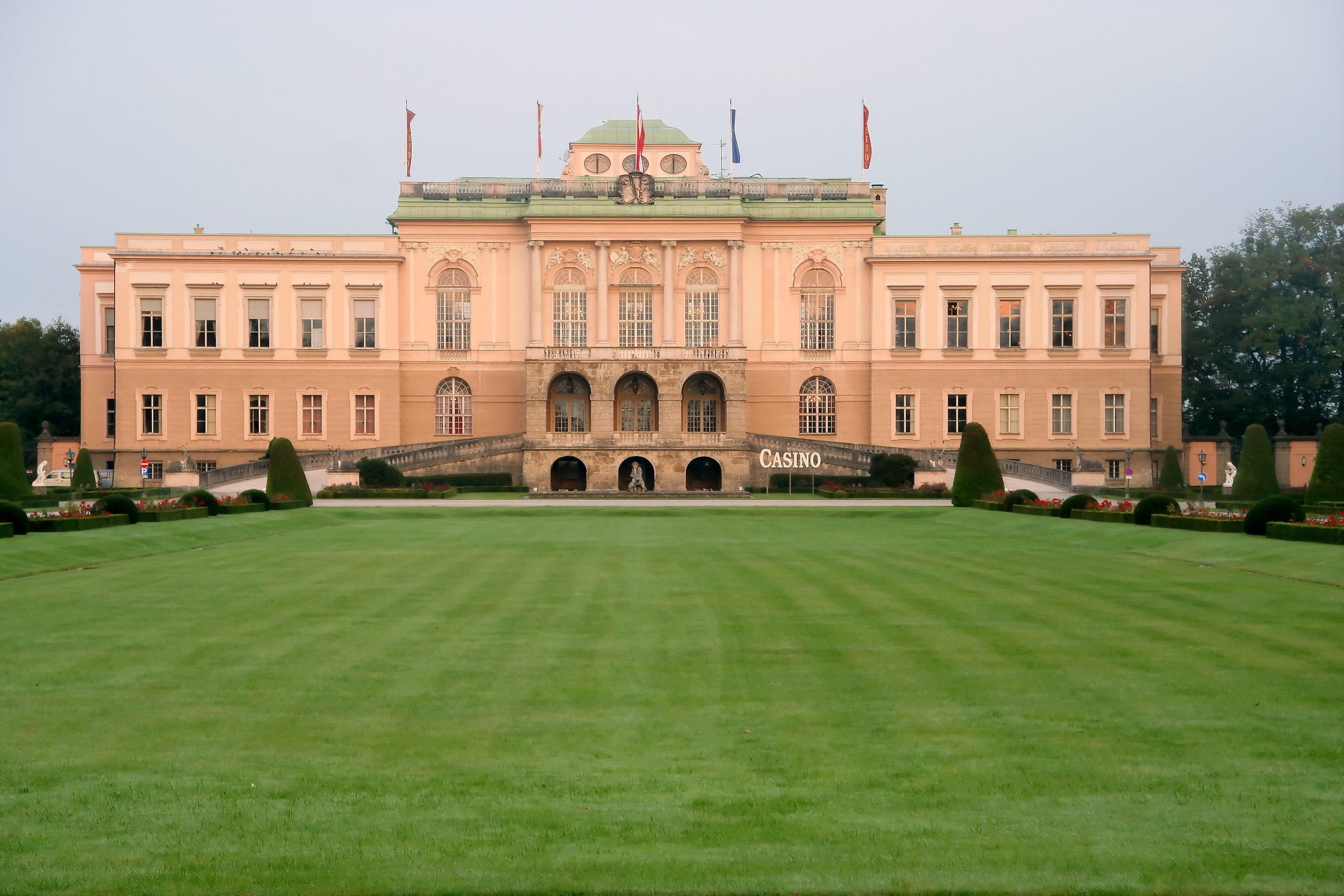
El castillo Klessheim, donde tuvo lugar la entrevista entre Hitler y Horthy que acabó con la aquiescencia de este a la ocupación pacífica del país por los alemanes y a permanecer como regente.

Mientras, los alemanes ya habían redactado las conclusiones de la inminente conferencia. Kállay debía ser sustituido —a pesar de las promesas de Horthy de que esto no sucedería con su consentimiento— por Béla Imrédy al frente de un nuevo Consejo de Ministros que debía garantizar una estrecha alianza con el Reich. Los alemanes se reservaban la potestad de aprobar el nombramiento del resto de ministros, indicaban quién debía ocupar la cartera de Defensa y estipulaban que las unidades alemanas entrarían en el país para sostener al nuevo gabinete. Las unidades militares húngaras debían quedar bajo el control del Estado Mayor alemán, la cooperación militar y económica debía aumentar y una proclama del regente había de asegurar la cooperación con las fuerzas alemanas de la población y las autoridades. La eliminación de los posibles opositores a Alemania era también una condición innegociable para Berlín.
El 18 Hitler recibió a Horthy en el andén acompañado por Ribbentrop y, tras los saludos formales que dejaron clara la tensión entre alemanes y húngaros, anfitriones e invitados se dirigieron en coche al cercano palacio donde se iban a celebrar las conversaciones. Llegados al palacio, el mandatario alemán le indicó a Horthy en una reunión privada su intención de ocupar Hungría para evitar su cambio de bando. Furioso ante la acusación de Hitler de que Hungría se preparaba para traicionar a Alemania, el regente abandonó la larga reunión pero, convencido por sus acompañantes, retomó las tensas negociaciones por la tarde. La comida, a la que al comienzo Horthy se había negado a acudir, había tenido lugar en un ambiente gélido entre las dos partes. A las cinco de la tarde, una vez terminada la reunión con Horthy, que seguía oponiéndose a respaldar la ocupación, Hitler dio orden de comenzar la invasión. Horthy trató de regresar a Hungría, pero los alemanes se negaron a permitirle abordar su tren indicando que, debido a un ataque aéreo aliado —fingido por los propios alemanes—, no se encontraba disponible. Los intentos del regente de contactar telefónicamente con su primer ministro en Budapest también resultaron vanos; según los anfitriones, el bombardeo aliado había cortado las líneas. Lo mismo sucedió con Kállay desde la noche del día 17: fue incapaz de ponerse en contacto con la delegación húngara en Austria.
Tras nuevas conversaciones entre los representantes alemanes y húngaros, el jefe del Estado Mayor magiar solicitó en vano a Hitler que detuviese el avance de las unidades alemanas. Alrededor de las siete de la tarde, Horthy rechazó firmar el comunicado que le presentó Ribbentrop y que afirmaba el carácter amistoso de la penetración militar alemana en Hungría. El ministro de Asuntos Exteriores, el jefe del Estado Mayor y el embajador en Berlín, sin embargo, se mostraron favorables a aceptar las promesas de Hitler de evacuar las tropas alemanas una vez que se formase un gabinete que le pareciese aceptable, siempre que Horthy permaneciese como regente y no abdicase como había amenazado en la última reunión. Cada vez más convencido de la conveniencia de permanecer al frente del Estado, Horthy accedió a las peticiones de sus acompañantes. En una nueva entrevista con Hitler una hora más tarde, por tanto, el regente accedió a aceptar la ocupación militar siempre que los alemanes respetasen cierta autonomía política para Hungría. Habiendo aceptado permanecer como regente, la reunión acabó y no hubo tiempo de que los alemanes presentasen los detalles de sus exigencias, que Veesenmayer —recién nombrado representante plenipotenciario— hubo de comunicar a Horthy en el viaje de regreso a la capital húngara. El tren con la delegación húngara partió finalmente hacia Budapest hacia las nueve y media de la noche.
La Constitución húngara, que exigía la firma del primer ministro para nombrar un nuevo Consejo de Ministros, permitió a Horthy eludir temporalmente la destitución de Kállay y la formación del Gobierno que los alemanes proponían. El acuerdo al que se había llegado durante la visita no quedó recogido en un documento oficial que indicase las condiciones pactadas.

## Invasión pacífica
El acuerdo con Horthy modificó los planes alemanes: se anuló el lanzamiento de octavillas propagandísticas sobre Budapest, se redujo el número de unidades asignadas a la operación y se decidió no ocupar algunos puntos como el castillo de Buda. En principio, se abandonó también el desarme de las unidades húngaras.
La noche del 18, tras haber recibido un mensaje en clave del ministro de Defensa desde Klessheim, Kállay convocó una reunión de urgencia de altos mandos militares en la que estos rechazaron oponerse a la invasión alemana, decisión que se comunicó de inmediato al agregado militar alemán. Kállay además había dudado en oponerse por la fuerza a la invasión alemana ya que desconocía la actitud que había adoptado hacia ella el regente —el agregado militar alemán le había comunicado durante la madrugada el acuerdo de Horthy a la entrada de las unidades alemanas—. El primer ministro ordenó al Ejército que se acuartelase y a la policía no ofrecer ninguna resistencia. Mientras, el tren de la delegación húngara, que había partido de Klessheim alrededor de las nueve y media de la noche, quedó retenido por los alemanes en Viena unas tres horas, hasta que las primeras unidades alemanas cruzaron la frontera. Para cuando el tren la alcanzó, las fuerzas alemanas se hallaban cerca de Budapest.
Finalmente, a las 4 a. m. del 19 de marzo, tres divisiones provenientes de Belgrado, dos de Zagreb, dos blindadas de Viena y una motorizada de Cracovia penetraron en el país. Estas fuerzas no encontraron oposición alguna, a pesar de que solo algunas unidades húngaras habían recibido órdenes de no ofrecerla. Al amanecer, paracaidistas alemanes comenzaron a lanzarse sobre los principales aeródromos, que ocuparon. La misma madrugada del día 19, un general alemán se presentó ante Kállay, advirtiendo de que cualquier resistencia por parte de su Gobierno a la ocupación conllevaría la entrada de unidades de los países vecinos en territorio magiar. Cuando Kállay recibió a Horthy a las 10 a. m. junto con una guardia de honor alemana, le indicó que estos controlaban ya todos los puntos estratégicos del país. Al este del Tisza, las únicas fuerzas desplegadas fueron los paracaidistas alemanes, que ocuparon los aeródromos de la región. El 21 las columnas del norte y del sur tomaron contacto y acabó el despliegue hasta el Tisza.
Inmediatamente y con la ayuda de la ultraderecha húngara, los alemanes comenzaron a detener a opositores de izquierda y liberales y destacados personajes probritánicos, además de algunos notables judíos. Kállay perdió el control de la policía.

## Consecuencias

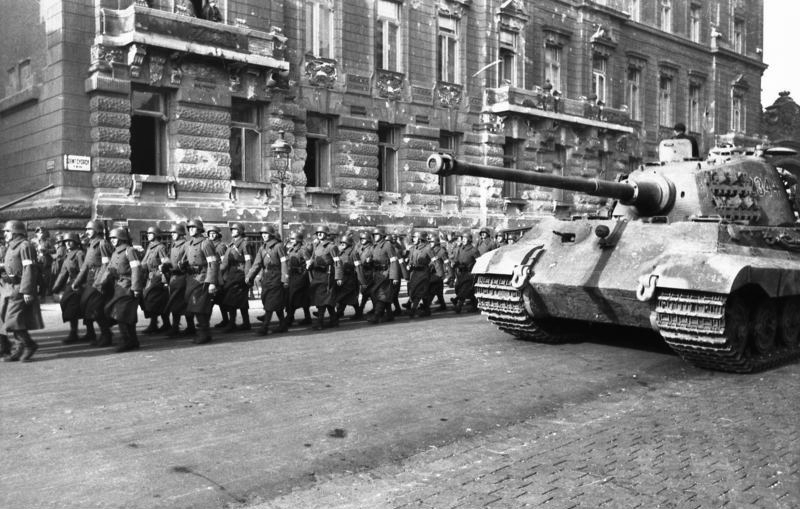
tropas alemanas entrando en Budapest

De vuelta en Budapest, Horthy se negó inicialmente a aceptar a Imrédy, lo que llevó a Hitler a reforzar las unidades militares desplegadas. Las amenazas alemanas produjeron el efecto deseado: el 23 de marzo, Döme Sztójay, hasta entonces embajador en Berlín y conocido filogermano, formó un nuevo Gobierno que no obtuvo, sin embargo, el beneplácito total de los ocupantes. Berlín confiaba, en cualquier caso, en poder realizar los cambios ministeriales que desease más adelante. Berlín toleró a Sztójay hasta comprobar su disposición para colaborar con el «problema judío» y el aumento de los suministros a Alemania.
El mismo día del comienzo de la ocupación, la Gestapo detuvo a la mayoría de los principales opositores políticos —incluyendo algunos diputados y senadores—, a soldados aliados refugiados en Hungría —varios miles, principalmente polacos—, a la embajada italiana y a destacados industriales judíos. El Gobierno dimitió ese mismo día y Kállay se refugió en la embajada turca. Los partidos de oposición liberales y de izquierda fueron prohibidos el 29 de marzo. Horthy pasó a un semirretiro, voluntario aunque propiciado por los alemanes. Los sindicatos quedaron controlados por delegados gubernamentales, se clausuraron varios centenares de publicaciones y se renovaron los principales cargos de la Administración.
Estos, a pesar de los planes iniciales, se vieron obligados además a mantener las unidades húngaras debido a la crítica situación en el frente oriental, donde los soviéticos acababan de penetrar el sector de Tarnopol. Hitler ordenó el envío de nuevas unidades magiares al frente. Alrededor de medio millón de soldados húngaros combatían contra los soviéticos en el verano, muchos más que el año anterior. Gracias a la cooperación de los mandos húngaros —puestos ocupados por oficiales favorables a Alemania—, los alemanes pudieron retirar la mitad de las unidades que habían participado en la ocupación. La mayoría de ellas habían abandonado Hungría a mediados de abril. Fundamentalmente, las tareas policiales de ocupación pasaron al Gobierno colaboracionista húngaro y, en especial, a la gendarmería.
La ocupación trajo una mayor explotación de la economía húngara, facilitada por la llegada de numerosos supervisores alemanes. El país quedó bajo el control efectivo del Reich a través de su representante plenipotenciario. La antigua Administración, no obstante, siguió desempeñando sus tareas en colaboración con el ocupante y cooperó además en las medidas de represión y acentuada subordinación económica del país. Los alemanes enviaron supervisores para aumentar el programa de producción de armamento a principios de abril, lograron la promesa de enviar cincuenta mil obreros a las fábricas del Reich y la expedición a Alemania de parte de las reservas agrícolas magiares. Berlín consiguió además que Budapest asumiese los costes de la ocupación militar —según los cálculos de Veensenmayer— y los de la exportación de productos a Alemania. En la reunión ministerial del 19 de abril, los responsables económicos alemanes reunidos con Hitler decidieron aprobar la máxima explotación agrícola, industrial y comercial del país en beneficio del Reich y el impago de las importaciones desde Hungría. La explotación quedó legitimada por el acuerdo económico rubricado por las dos naciones el 2 de junio.
Hungría dejó además de ser un refugio para la población judía. Las primeras medidas antisemitas, promulgadas ya en marzo, fueron el preludio de la deportación de casi medio millón de personas —las primeras órdenes de deportación se dictaron el 7 de abril—. Adolf Eichmann llegó con las primeras unidades del Ejército regular al frente de un destacamento especial para encargarse de las medidas antisemitas en coordinación con una sección del Ministerio del Interior húngaro.
Por su parte, los Aliados comenzaron a bombardear intensamente el país desde inicios de abril, proceso que continuó durante el verano. Los ataques causaron serios daños a la producción y a las líneas de comunicación húngaras, además de miles de muertos y decenas de miles de refugiados, evacuados de la capital por el Gobierno. Este se mostró incapaz de poner fin a los bombardeos enemigos, a pesar de la promesas de protección de Berlín.